# حسن نجيلة
حسن نجيلة هو المؤرخ حسن نجيلة ولد في  "1912"م بمنطقة  سنجة عاصمة ولاية سنار بالنيل الأزرق، تلقى دراسته في منطقة رفاعة الوسطى، ثم انتقل منها لمدرسة العرفات في أم درمان وتخرج مدرسا" لعلوم الدين واللغة العربية وتخرج منها في العام "1930" م
وبعدها بعام اختير مدرساً في منطقة الكبابيش مع قبيلة الكبابيش كمجتمع مترحل وكانت تجربة أولى الغرض منها خلق نوع من التعليم حتى يتمكن الإنجليز من مساعدة القبائل التي ناهضت المهدية وأعانت الإنجليز في دخول السودان مرة أخرى. وفي هذه الفترة بدأ ينتبه إلى أن الحياة في البادية حياة متميزة وبدأ يسجل ذكرياته في منطقة الكبابيش، وكان نتاجها كتاب «ذكرياتي في البادية»
في عام "1929"م وقبل تخرجه بعام كتب بجريدة «الوطن السودانية» مادة عن زواج القاصرات
لانتشار الظاهرة الكثيف في ذلك الوقت بالسودان وكافأه أخوه الأكبر علي نجيلة على ذلك بمبلغ جنيه، وكان أول حافز له في العمل الثقافي مما شجعه على المواصلة في هذا الاتجاه. ربطته صلات ثقافية بمصر، واشترك في عدد من المجلات المصرية.

## مشاركته الأدبية
كانت أول كتاباته في مجلة «الفجر»، وأستمر يكتب في المجلات الوطنية، ولكن باسم مستعار ففي تلك الفترة منع العمل السياسي والعام على موظفي الحكومة لانه كان يعمل معلما " وقتها.
بعد أن تقاعد حسن نجيلة للمعاش في عام "1964" حرر مجلة «القلم» والتي كانت تطبع ببيروت وتحرر من الخرطوم  وتوزع في عدد من العواصم العربية، وعرفت المجلة بالأدب السوداني، وشارك في تحريرها كتاب كبار من مختلف الدول  منهم محمود العقاد والجبلاوي وبنت الشاطئ، وكتب بها دبلوماسيون باسماء مستعارة.

## مؤلفاته
يعتبر كتاب «ملامح من المجتمع السوداني» من أكثر الكتب التي وجدت رواجاً في السودان، وأعيدت طباعته عدة مرات وصدر الجزء الأول من الكتاب في عام "1961"م وسجل فيه فترة النضال الوطني  حتى عام "1931"م وقد صدر كتاب ملامح من المجتمع السوداني في جزئين وتم دمجهما  في كتاب واحد، وكان بصدد أن يصدر الجزء الثالث من الكتاب  ولكنه ضاع في مرحلة مرضه وكذلك عند انتقال صحيفة الرأي العام من مبانيها لمباني صحيفة الصحافة
كتاب زكرياتي في دار العروبة يتناول الكتاب رحلات الأستاذ حسن نجيلة في منطقة سوريا والعراق ويوثق الكتاب للظواهر الأدبية والدينية والآثار الدينية لتلك المناطق  مما جعل وزارة الثقافة السورية تجعل بعض المناطق التي ذكرها في الكتاب مناطق أثرية وسجلت في مجلس اليونسكو للآثار ولم تكن مسجلة من قبل  ولم تعاد طباعة الكتاب منذ عام "1966"م
توفي نجيلة في عام "1983"م

## مشاركته في مؤتمر الخريجين
مؤتمر الخريجين  كان نتاجاً لفكرة نبعت من فكرة جمعية أدبية مدينة ود مدني، وكانت تضم مجموعة من الخريجين المثقفين وعملوا في إطار التوعية الثقافية من خلال العمل الأدبي والاجتماعي والمسرحي وكونوا جمعية أدبية في نادي بمدينة ودمدني، وكان يتزعم العمل الوزير أحمد خير المحامي في فترة أحمد عبود ومعه إسماعيل العتباني وكان ثالثهم حسن نجيلة، وفي بعض الندوات والأعمال الفكرية شاركهم مدثر البوشي. وطرحت الجمعية تشكيلاً على نسق مؤتمر الخريجين في الهند،  وبذلك شكلوا نواة لعمل سياسي كبير ومنظم  في شكل حزب ليس بشكله السياسي،  ومن فكرة الجمعية الأدبية في مدني انطلقت فكرة مؤتمر الخريجين ونفذت في  الخرطوم ورأسها السيد الزعيم إسماعيل الأزهري. انقسم الخريجون إلى فئتين، فئة مع طائفة الأنصار، وأخرى مع الختمية. وكان هذا منطلقاً لتكوين الأحزاب الوطنية
وقد سجل حسن نجيلة  هذه الفترة بدقة بحيث أصبح كتاب «ملامح من المجتمع السوداني» مرجعية لكل من يكتب عن فترة العمل الوطني وتكوين الأحزاب. وأهمية الكتاب جاءت من هذا الجانب، ولم يكن مرجعاً للمثقفين السودانيين فقط، حتى أن بعض المستشرقين الذين يدرسون الحالة السودانية، أصبح مرجعية لهم والعديد من المستشرقين كتبوا عن هذا المرجع.